# Gallizien
Gallizien é um município bilíngue da Áustria localizado no distrito de Völkermarkt, no estado de Caríntia.

## Geografia
O município de Gallizien está localizado no sul da Caríntia na transição de Rosental para Jauntal. A área municipal estende-se entre o Drau e o Obir a uma altitude de aproximadamente 390 m (margem do Drau ao norte de Möchling). É atravessado pelo rio Vellach.

## História

### Idade Antiga
Com a descoberta de uma vila romana e um assentamento em 1931 perto de Möchling, ambos ligados por uma estrada a uma fortificação no Steinerberg de 653 m de altura, a atividade de assentamento na área do município pode ser rastreada pelo menos até tempos Romanos. As tribos eslavas se estabeleceram, que também foram influentes para a nomeação germano-eslovena dos nomes de lugares e campos (por exemplo, Dolintschach - Talmulden-habitant, Goritschach' ' - moradores do topo da montanha, Glantschach - moradores da ravina íngreme).

### Idade Média
No início do século XII, os "Senhores de Rechberg" construíram o Castelo Wildenstein, destruído em 1348 por um terremoto e hoje preservado apenas como uma ruína. O duque Henry IV de Spanheim doou a área ao redor de Möchling (predium quod Mochilich dicitur) para a St. Paul Abbey. Do ponto de vista administrativo da igreja, a área, como toda a parte da Caríntia ao sul da Drava, estava sob o Patriarcado de Aquileia desde 811.
A Abadia de Eberndorf ergueu uma igreja própria dedicada a Santiago Maior. A partir do século XV o local onde se situava a igreja chamava-se Galiza (em homenagem ao local de peregrinação de Santiago de Compostela no Reino de Galiza, dedicado ao mesmo santo). No brasão de Gallizien, a vieira e os baculos de peregrino referem-se a este fato. A serpe coroada alude a uma lenda local, a montanha representa o Hochobir e a cunha a Wildensteiner Wasserfall.
Em 1473 houve a primeira de cinco invasões turcas na Caríntia.